# Campionato del mondo di hockey su slittino - Gruppo B 2013
Il campionato del mondo di hockey su slittino - Gruppo B 2013 è stata la quarta edizione del torneo di secondo livello. Si è disputato a Nagano, in Giappone, dal 10 al 16 marzo 2013.

## Partecipanti
Il mondiale di gruppo B è stato disputato dalle ultime due classificate nei mondiali 2012 di gruppo A e le altre quattro squadre iscritte, suddivise in due gironi da tre:
Girone A:
 Regno Unito

 Giappone (retrocessa dal Gruppo A)

 Polonia
Girone B:
 Estonia (retrocessa dal Gruppo A)

 Germania

 Slovacchia

### Gironi

#### Girone A
| Nagano 11 marzo 2013, ore 17.30 UTC+9 | Giappone         | 11 – 0 (4:0; 4:0; 3:0) referto | Polonia | Bighat Nagano (172 spett.)\| Arbitro: \| Mauro Scanacapra \| |
| Arbitro:                              | Mauro Scanacapra |                                |         |                                                              |

| Nagano 12 marzo 2013, ore 17.30 UTC+9 | Giappone            | 3 – 1 (0:0; 2:0; 1:1) referto | Regno Unito | Bighat Nagano (139 spett.)\| Arbitro: \| Erik Matthias Modig \| |
| Arbitro:                              | Erik Matthias Modig |                               |             |                                                                 |

| Nagano 13 marzo 2013, ore 17.30 UTC+9 | Regno Unito    | 8 – 0 (2:0; 3:0; 3:0) referto | Polonia | Bighat Nagano (61 spett.)\| Arbitro: \| Kevin Webinger \| |
| Arbitro:                              | Kevin Webinger |                               |         |                                                           |

##### Classifica
| Pos. | Squadra     | Pt. | PG | V | VOT | POT | P | GF | GS |
| ---- | ----------- | --- | -- | - | --- | --- | - | -- | -- |
| 1.   | Giappone    | 6   | 2  | 2 | 0   | 0   | 0 | 14 | 1  |
| 2.   | Regno Unito | 3   | 2  | 1 | 0   | 0   | 1 | 9  | 3  |
| 3.   | Polonia     | 0   | 2  | 0 | 0   | 0   | 2 | 0  | 19 |

#### Girone B
| Nagano 11 marzo 2013, ore 14.00 UTC+9 | Estonia         | 2 – 7 (0:2; 0:4; 2:1) referto | Germania | Bighat Nagano (78 spett.)\| Arbitro: \| Derek Berkebile \| |
| Arbitro:                              | Derek Berkebile |                               |          |                                                            |

| Nagano 12 marzo 2013, ore 14.00 UTC+9 | Slovacchia     | 0 – 7 (0:4; 0:3; 0:0) referto | Germania | Bighat Nagano (74 spett.)\| Arbitro: \| Kevin Webinger \| |
| Arbitro:                              | Kevin Webinger |                               |          |                                                           |

| Nagano 13 marzo 2013, ore 14.00 UTC+9 | Estonia          | 2 – 0 (0:0; 2:0; 0:0) referto | Slovacchia | Bighat Nagano (77 spett.)\| Arbitro: \| Mauro Scanacapra \| |
| Arbitro:                              | Mauro Scanacapra |                               |            |                                                             |

##### Classifica
| Pos. | Squadra    | Pt. | PG | V | VOT | POT | P | GF | GS |
| ---- | ---------- | --- | -- | - | --- | --- | - | -- | -- |
| 1.   | Germania   | 6   | 2  | 2 | 0   | 0   | 0 | 14 | 2  |
| 2.   | Estonia    | 3   | 2  | 1 | 0   | 0   | 1 | 4  | 7  |
| 3.   | Slovacchia | 0   | 2  | 0 | 0   | 0   | 2 | 0  | 9  |

### Finale per il 5º posto
Le squadre classificate all'ultimo posto nei due gironi si sono affrontate nella finale per il quinto posto.
| Nagano 15 marzo 2013, ore 10.30 UTC+9 | Polonia             | 0 – 4 (0:2; 0:2; 0:0) referto | Slovacchia | Bighat Nagano (0 spett.)\| Arbitro: \| Erik Matthias Modig \| |
| Arbitro:                              | Erik Matthias Modig |                               |            |                                                               |

### Play-off

#### Tabellone
|  | Semifinali  | Semifinali  | Semifinali |          |          | Finale          | Finale          | Finale          |  |
|  |             |             |            |          |          |                 |                 |                 |  |
|  | Germania    | Germania    | 4          |          |          |                 |                 |                 |  |
|  | Germania    | Germania    | 4          |          |          |                 |                 |                 |  |
|  | Regno Unito | Regno Unito | 0          |          |          |                 |                 |                 |  |
|  | Regno Unito | Regno Unito | 0          |          | Giappone | Giappone        | 2               |                 |  |
|  |             |             |            |          | Giappone | Giappone        | 2               |                 |  |
|  |             |             | Germania   | Germania | 3        |                 |                 |                 |  |
|  | Giappone    | Giappone    | Germania   | Germania | 3        | 4               |                 |                 |  |
|  | Giappone    | Giappone    |            |          |          | 4               |                 |                 |  |
|  | Estonia     | Estonia     | 1          |          |          | Finale 3º posto | Finale 3º posto | Finale 3º posto |  |
|  | Estonia     | Estonia     | 1          |          |          |                 |                 |                 |  |
|  |             |             |            |          |          |                 |                 |                 |  |
|  |             |             |            |          |          | Regno Unito     | Regno Unito     | 3               |  |
|  |             |             |            |          |          | Regno Unito     | Regno Unito     | 3               |  |
|  |             |             |            |          |          | Estonia         | Estonia         | 2               |  |

#### Semifinali
| Nagano 15 marzo 2013, ore 14.00 UTC+9 | Germania       | 4 – 0 (0:0; 2:0; 2:0) referto | Regno Unito | Bighat Nagano (0 spett.)\| Arbitro: \| Kevin Webinger \| |
| Arbitro:                              | Kevin Webinger |                               |             |                                                          |

| Nagano 15 marzo 2013, ore 17.35 UTC+9 | Giappone        | 4 – 1 (0:1; 3:0; 1:0) referto | Estonia | Bighat Nagano (0 spett.)\| Arbitro: \| Derek Berkebile \| |
| Arbitro:                              | Derek Berkebile |                               |         |                                                           |

#### Finale per il 3º posto
| Nagano 16 marzo 2013, ore 10.30 UTC+9 | Estonia          | 2 – 3 (0:1; 1:2; 1:0) referto | Regno Unito | Bighat Nagano (0 spett.)\| Arbitro: \| Mauro Scanacapra \| |
| Arbitro:                              | Mauro Scanacapra |                               |             |                                                            |

#### Finale
| Nagano 16 marzo 2013, ore 14.00 UTC+9 | Giappone         | 2 – 3 (0:0; 0:2; 1:0) referto | Germania | Bighat Nagano (0 spett.)\| Arbitro: \| Mauro Scanacapra \| |
| Arbitro:                              | Mauro Scanacapra |                               |          |                                                            |

### Classifica finale
| Pos | Squadra     |
| --- | ----------- |
| 1   | Germania    |
| 2   | Giappone    |
| 3   | Regno Unito |
| 4   | Estonia     |
| 5   | Slovacchia  |
| 6   | Polonia     |

Le prime tre squadre classificate accedono al torneo di qualificazione olimpica.